# جيمي بردال
جيمي بردال (بالدنماركية: Jimmi Bredahl)‏ مواليد 26 أغسطس 1967 في كوبنهاغن، هو ملاكم محترف دانمركي. حقق بطولة منظمة الملاكمة العالمية.

## إحصائيات
خاض خلال مسيرته 29 نزالا، فاز في 26 ولم يتعادل وخسر في 3. فاز بالضربة القاضية في 7 نزالا.

## روابط خارجية
- جيمي بردال على موقع بوكس ريك (الإنجليزية) (registration required)